# Rafael Paasio
Kustaa Rafael Paasio (6. červen 1903 Salo – 17. březen 1980 Turku) byl finský politik a novinář, představitel sociální demokracie, jíž vedl v letech 1963–1975. V období 1966–1968 a v roce 1972 byl premiérem Finska. V této pozici zahájil jednání o vstupu Finska do Evropského hospodářského společenství. V roce 1966 a v letech 1970–1972 byl předsedou finského parlamentu. V roce 1962 neúspěšně kandidoval na prezidenta. Začínal jako novinář v sociálnědemokratickém tisku, v letech 1952–1963 byl šéfredaktorem deníku Turun Päivälehti.